# Накит
Накит чине украсни предмети. То су обично предмети које људи стављају као украсе на телу, обући и одећи. Раније су их производиле занатлије или уметници, данас се тиме бави, ређе, примењена уметност, а све се више производе масовно, у серијској производњи. Предмети се обично носе на људском телу, а чешће код припадница женског пола. Накит производе углавном занатске радње драгуљара или златара. Већина накита се у данашње време производи индустријски, и накит се ручно само дорађује. У неким породицама накит се наслеђује из генерације у генерацију и на тај начин чини одређени симбол континуитета и наставка породичног живота те социјалног статуса.
Човек је почео са украшавањем, односно обележавањем свога тела још у праисторији, у почетку су то били обликовани предмети од костију, камена или шкољки а касније се користио метал и стакло. Посебну важност иамао је накит код блискоисточних народа, Сумераца, Вавилоњана, Хетита, Египћана. Био је у употреби, наравно и код античких народа Грка, Римљана, и других, а наставио је да се употребљава и у Византији и западноевропским феудалним државама. Неки од тих предмета су и до данас сачувани. У новијој историји за накит је више коришћено драго камење и племенити метали односно уметнички предмети израђени од њих. Накит је често био и национално обележје, део фолклора и традиције па је то и до данас остао. У двадесетом веку је развој науке и технологије довео да стварања нових облика и нове врсте накита уз задржавање старих и њихову модификацију.
Понекад накит служи као средство показивања богатства, али он увек задржава и барем минималну функционалност, попут држања делова одеће заједно или учвршћивања фризуре. Од најстаријих времена сматран је обликом личног украшавања. Први су комади накита били од природних материјала, као што су кости и зуби животиња, шкољке, дрво и резбарено камење. Кроз историју су се неки облици уређивања сматрали знаком припадности одређеној друштвеној групи. Егзотичнији је накит увек био намењен богатијим људима, јер му је реткост повећавала вредност. Због личне природе и означавања друштвене класе, неке су културе утемељиле традицију укопа мртвих заједно са њиховим накитом.
Накитом се украшавао практично сваки део тела, од игала за косу до прстења за ножни палац и бројних других типова накита. Док је традиционални накит обично израђен са драгим камењем, те је израђен од племенитих метала, све је у већем порасту и потражња за уметничким накитом, где су обликовање, стваралачки приступ и изражајност цењени више од скупоцености и минуциозне обраде самих материјала. Постоји и јефтинији модни накит, израђен од јефтинијих материјала. Такав је накит често масовно произвођен. Друге варијације на тему укључују накит као жичану скулптуру, где се користе све могуће врсте материјала, од обичне жице, комада камења, до племенитих метала и драгог камења.

## Облик и сврха
Накит се носи из бројних разлога, а као најважније може се издвојити:
- Истицање особног богатства и моћи[2][3]
- Практична упораба (копче, игле, укоснице)
- Симболизам (да би се показала припадност некој групи или статус)
- Заштита (амулети)[4]
- Излагање уметничких дела
- сујеверје[5]

Већина је култура у неком тренутку имала праксу чувања богатства, односно вредности у накиту. Накит је такође понекад био и средство робне размене. Бројне су врсте накита имале првобитно чисто функционалну употребу, као на пример брошеви и копче.
Накит такође може да означава и припадност некој групи или заједници, као што је то случај са крстовима или Давидовом звездом, те бити ознака статуса, као у случају деканских или градоначелничких ланаца, односно ношења венчаног прстења.
Ношење амулета и девоционалних медаља има код неких култура сврху заштите од зла и може имати облик симбола камења, биљака, животиња, делова тела.
Показивање уметничких дела је једна од првобитних функција накита, те су друге, пре наведене улоге временом преузеле примат. Тек је у касном 19. веку уметност потпуно засенила функционалност, пре свега у делу Ренеа Лалика и Карла Фабержеа, данас се овај тренд наставља у делима бројних уметника који израђују уникатни уметнички обликован накит.

## Материјали и методе обликовања
У стварању накита, драго камење, дукати, али и други скупоцени предмети често су кориштени, те углављивани у оквир од племенитих метала. Легуре свих познатих метала кориштене су и у изради накита, за пример бронза је кориштена у доба Римљана. Фини савремени накит често је у целости или деломично израђен од злата, белог злата, платине, паладијума, сребра те титана. Већина америчког или европског златног накита израђена је од легура злата, чистоћа којих се некада изражавала у каратима, а данас у хиљадитинама. У САД златни накит мора да садржи најмање 10 карата злата (тј. 41,5% чистог злата), док је у Енглеској најнижа дозвољена финоћа 9 карата, а ознака се састоји од цифре и великог  слова К. Квалитетније врсте златних легура садрже 14 (585 хиљадитина) односно 18 карата злата (750 хиљадитина), док се у Индији и Азији, те на Средњем истоку и у Африци користи и злато финоће 22 карата.
Од легура платине користе се и легуре 900 и 950 делова платине на 1000 делова легуре. Код сребра најчешће се користе легуре од 800, 900 и 925 делова сребра на 1000 делова легуре, остатак је у правилу бакар, мада су се у последње време на тржишту појавиле и легуре које осим бакра садрже и малу количину германијума, односно платине (Аргентиум/Р/ и Платинум/Р/ стерлинг сребро, обе су легуре врло отпорне на тамњење). Све је чешћи и накит израђен од титанијума, ниобијума, те тантала, а производи се и накит од нехрђајућег челика.
Од материјала са којима се метал у накиту најчешће комбинује треба навести стакло, емајл, дрво, шкољке, кост, слоновачу, природне глине, полимерне масе и чак пластику. Користе се и груба предива попут конопље. У накиту се врло често користе и најразличитије перле, било да су од стакла, бисера, драгог, полудрагог или украсног камења, метала, дрвета, седефа или пластичних маса. Врло ситне перле користе за везене, односно плетене украсе. Ова је врста накита била врло популарна у викторијанско доба, а радо се користи и од стране афричких култура. Стаклене перле радо су  кориштене још од 13. века, посебно су цењене оне пореклом са италијанског острва Мурана.

### Дијаманти
Први су рудници дијаманта били у Индији (око 800 године прије Криста), док су данас најзначајнији произвођачи Аустралија, Боцвана, Русија и Канада.

### Друго драго камење
- Јантар
- Аметист
- Смарагд
- Жад
- Кварц
- Рубин
- Сафир
- Тиркиз
- Опал
- Лапис лазули
- Топаз
- Аквамарин
- Гранат
- Ахат

### Завршна  обрада
Постоје бројне технике завршне обраде намењене накиту од злата, сребра или платине. Најуобичајеније су високи сјај, матирање, сатинирање, четкање и траг чекића. Накит углачан до високог сјаја је најчешћи вид завршне обраде и металу даје сјајан, бљештав изглед. Сатинирани и мат завршни слој смањују сјај и рефлексију светлосних зрака, те се користе за истицање драгог камења, попут дијаманата. Ишчеткани вид завршне обраде даје утисак сличан трагу финог брусног папира. Траг чекића као завршна обрада најчешће се изводи финим, заобљено исполираним чекићем и даје површини таласасту структуру.
Накит се често и посребрује, позлаћује или родинира како би се добила бљештава површина одређене боје, ова се техника користи и на предметима од неплеменитих метала, односно на јефтином модном накиту.

## Историја

### Рано раздобље
Први накит појављује се код становника данашње Африке. Ради се о нанизаним пробушеним шкољкама, а налаз је стар око 75 000 година (пећина Бломбос). У Кенији на налазишту Енкапуне Ја Муто такође се налазе пробушене перле од зидова јаја, старост налаза процењује се на 40 000 година.
Изван Африке, код кромањонаца присутан је груби накит израђен од нанизаних костију, зуба, разних бобица, те камења. У неким случајевима наилазе се комади шкољака и седефа. У јужној Русији нађене су огрлице од мамутових кљова. Код Венере из Хохле Фелса наилази се на перфорације на врху фигуре, што упућује да је најверојатније служила као привезак.

### Египат
Почеци производње накита у древном Египту датирају од пре 3000 - 5000 година. Египћани су као материјал за израду накита преферирали злато, пре свега због његове скупоцености, реткости и усклађености при обради. У прединастичком раздобљу накит је врло брзо прихваћен као симбол религиозне моћи и снаге. Имућнији су га носили како у животу тако и у смрти, јер је накит био један од уобичајених гробних дарова. Занимљиво је да су као елемент боје у својим радовима радије користили стакло него драго камење, те су за опонашање сваког важнијег драгог камена имали и специфичну врсту стакла која га је имитирала.

### Месопотамија
Пре приближно 4 000 година, израда је накита била значајан обрт у градовима Сумеру и Акаду. Најзначајнији су налази они из краљевског гробља у Уру, где су истражене стотине гробова из раздобља 2900 - 2300 године пре нове ере. Гробнице попут Пуабијеве у себи су садржавале већи број предмета од злата, сребра, полудрагог камења, попут круна од лапис лазулија, украшених златним фигурама, огрлица и украшених игала. У Асирији су и мушкарци и жене носили велике количине накита, укључујућу амулете, зглобне наруквице, тешке огрлице, и ваљкасте печате. Месопотамски накит је често израђен од танких металних листова комбинованих са великим бројем живо обојеног камења (углавном ахат, лапис лазули, карнеол, јаспис). Омиљени облици укључују листиће, спирале, конусе и гроздове. Израђивао се накит и за особе, али и за украшавања идола; користили су разне профињене технике обраде, попут ћелијасто углављеног камења, фине гранулације и филиграна. Откривени су и бројни документи који говоре о трговини и изради накита нађеног на археолошким налазиштима Месопотамије. Почеци израде античког ланчића датирају из доба Сумера.

### Грчка
Грци су злато и драго камење почели да користе око 1600 година пне, иако су перле у облику шкољака и животиња увелико израђиване и знатно раније. Око 300 година пне, Грци су већ били мајстори у израђивању обојеног накита, те су користили аметисте, бисере и смарагде. У то се време јављају и прве камеје, израђене од индијског сардоникса и ахата. Код Грка је накит био једноставнији и по обликовању и по техници израде. Међутим, облици су с временом постајали све сложенији, те се почео користити све већи број разних материјала.

### Етрурија
Етрурски је накит  непобитно један од најквалитетнијих у антици, уз напомену да се њихов рад у техници гранулације свакако може сматрати врхунцем тог раздобља (између 1100 и 500. п. н. е.). Најчешћи облик етрурског накита су фибуле, огрлице, те наушнице, у правилу од злата богато урешеног гранулацијом. У њиховом је накиту видљив грчки и оријентални утицај.

### Рим
Иако је накит и пре био изразито разнолик, посебно у подручјима настањеним варварима попут Келта, у време када је Рим покорио већи део Европу, поступне су промене утицале на особеност римског обликовања. Најтипичнији предмет раноримског раздобља је брош, који је обично кориштен за закопчавање одеће. Због свог богатства римљани су користили широк распон материјала. Увелико су користили злато, али су били у употреби и предмети од бронзе или костију, те  стаклених перли и  бисера. Већ пре 2000 година увозили су сафире са Шри Ланке, дијаманте из Индије, те смарагде и јантар. У Енглеској се у римско доба почиње користити и фосилизовано дрво (јет), које се користило за резбарени накит. На тлу данашње Италије злато се користило за израду копчи, огрлица, наушница и наруквица. Израђивали су се и велики привесци који су се могли пунити миомирисима. Као и код грка, често је функција накита била и терање урока. Док су жене носиле обиље најразличитијег накита, мушкарци су носили скоро искључиво прстење. Неки су носили само један, а неки и по један на сваком прсту, мада је било и оних који накит нису носили. Мушкарци и жене често су носили угравирано драго камење у склопу прстена, те су исте користили за печаћење докумената, ова се пракса задржала све до средњег века, понајпре код краљева и племића. Утицај римског обликовања наставио се и након пада Римског царства.

## Дизајн накита
Дизајн накита је уметност или професија пројектовања и стварања накита. Ово је један од најранијих облика украшавања, који се може датирати најмање 7000 година постојања најстаријих познатих људских заједница у цивилизацији Индуске долине, Месопотамије и Египта. Током векова, уметност је примила многе облике, од једноставног низања перала у стара времена до сложене обраде метала и глежања драгуља познатих данас.
Пре стварања накита, визуализују се концепти дизајна, затим следе детаљни технички цртежи од стране дизајнера накита, професионалца са архитектонским и функционалним знањима материјала, технологија производње, композиције, подобности за ношење и трендова на тржишту.
Од 1714. до 1830. било је популарно стварати украсе са природним елементима, зеленим и љубичастим драгим камењем, и то се звало периодом Георгије. У следећем рановикторијанском периоду додате су анималистичке мотиве и шарене металне шаре. У средњем викторијанском периоду постали су популарни петобојни украси у комбинацији са мушлицама, четкицама, мозаиком и другим техникама.
У 1880-им годинама постали су популарни такви стилови дизајна накита, као што су огрлици са пилећим срцима, наручја и брошеви. Затим, у касновикторијанском периоду, дијаманти су постали главни играчи, а на елементе од дијаманата један за другим су додате теме птица, инсеката и животиња.
Након 14. века, технологија брусења драгог камења претворила се у обраду површина прстена и резбарење. У то време, многе методе контролисали су комитети за дизајн накита, састављени од племства, а дизајн је био усклађен са социјалном класом. Неке цркве, краљевске породице и племске породице користиле су посебне методе дизајна, као што су значке и накит, као и посебне методе слагања драгог камења.